# Міллвілл (Пенсільванія)
Міллвілл (англ. Millville) — місто (англ. borough) в США, в окрузі Колумбія штату Пенсільванія. Населення — 976 осіб (2020).

## Географія
Міллвілл розташований за координатами 41°7′16″ пн. ш. 76°31′32″ зх. д. / 41.12111° пн. ш. 76.52556° зх. д. (41.120975, -76.525613).  За даними Бюро перепису населення США в 2010 році місто мало площу 2,56 км², з яких 2,54 км² — суходіл та 0,02 км² — водойми.

## Демографія
Згідно з переписом 2010 року, у селищі мешкало 948 осіб у 381 домогосподарстві у складі 221 родини. Густота населення становила 370 осіб/км².  Було 423 помешкання (165/км²).
Расовий склад населення:
| - 97,9 % — білих - 0,7 % — чорних або афроамериканців - 0,3 % — азіатів |

До двох чи більше рас належало 0,7 %. Частка іспаномовних становила 1,3 % від усіх жителів.
За віковим діапазоном населення розподілялося таким чином: 22,7 % — особи молодші 18 років, 51,7 % — особи у віці 18—64 років, 25,6 % — особи у віці 65 років та старші. Медіана віку мешканця становила 43,1 року. На 100 осіб жіночої статі у селищі припадало 83,0 чоловіків;  на 100 жінок у віці від 18 років та старших — 77,5 чоловіків також старших 18 років.
Середній дохід на одне домашнє господарство  становив 64 822 долари США (медіана — 40 556), а середній дохід на одну сім'ю — 85 928 доларів (медіана — 60 500). За межею бідності перебувало 14,9 % осіб, у тому числі 27,1 % дітей у віці до 18 років та 10,4 % осіб у віці 65 років та старших.
Цивільне працевлаштоване населення становило 332 особи. Основні галузі зайнятості: освіта, охорона здоров'я та соціальна допомога — 32,5 %, виробництво — 14,2 %, роздрібна торгівля — 7,5 %, транспорт — 7,2 %.